# Dominique Desanti
Dominique Desanti, nacida Dominique Persky (Moscú, 31 de agosto de 1914 - París, 8 de abril de 2011) fue una escritora, historiadora y periodista francesa, titular de la Ordre des arts et des lettres de Francia. 
Esposa del filósofo Jean-Toussaint Desanti (1914-2002), fue miembro de la Resistencia francesa durante la Segunda Guerra Mundial y activista del movimiento comunista en la posguerra. 
Entre sus numerosas obras, como La Sainte et l'incroyante, La Liberté nous aime encore o Le Roman de Marina, se encuentran las biografías de Flora Tristán y Robert Desnos. 
Fue redactora del diario L’Echo de la mode.